# Estação de Watford High Street
Watford High Street é uma estação do London Overground, localizada no centro de Watford, Hertfordshire. É a única estação no único desvio da Watford DC line longe da West Coast Main Line, situada entre as estações Bushey e Watford Junction.

## História
A estação foi inaugurada pela Watford and Rickmansworth Railway (W&RR) em 1 de outubro de 1862, com serviços indo de Watford Junction a Rickmansworth (Church Street). Em 1912, uma filial foi aberta para Croxley Green. A linha passou a ser propriedade da London and North Western Railway (LNWR), que foi absorvida pela London, Midland and Scottish Railway (LMS) em 1923, após o agrupamento de empresas ferroviárias britânicas.